# Minidorysthetus hoehnei
Minidorysthetus hoehnei är en skalbaggsart som beskrevs av Ohaus 1914. Minidorysthetus hoehnei ingår i släktet Minidorysthetus och familjen Rutelidae. Inga underarter finns listade i Catalogue of Life.